# Morgantown (Kentucky)
Morgantown – miasto w Stanach Zjednoczonych, w stanie Kentucky, w hrabstwie Butler.